# S-I-j
S-I-j — чехословацкая самоходная артиллерийская установка оригинальной конструкции, предназначенная для экспорта в Югославию.

## История
В 1938 году чехословацкие инженеры создали оригинальную самоходку, предназначенную для экспорта в Югославию. Самоходка была названа «S-I-j», а после оккупации Чехословакии получила индекс «T-3D».

## Описание
Для неё было спроектировано оригинальное шасси с крупными опорными катками, поддерживающими роликами и колёсами. На один борт ставилось по 4 катка, два ролика и по одному ведущему и направляющему колёсам. Корпус собирался из листов разнообразной толщины, но наиболее крупные и толстые листы ставились в лобовую часть. Толщина листов доходила до 30 мм. Боевое отделение располагалось спереди, а моторный отсек сзади.
Самоходку оснастили дизельным 4-цилиндровым двигателем Škoda мощностью 60 л.с., который был защищён также массивным бронированным кожухом. Устанавливалась механическая трансмиссия с ручной коробкой передач и двухступенчатым редуктором.
Самоходка была вооружена 47-мм пушкой «Шкода» A9J (угол вращения по горизонтали составлял 30 градусов, по вертикали от -10 до 25). Также устанавливался в корпусе пулемёт ZB vz.30J. Боекомплект из 42 выстрелов и 1000 патронов размещался в боевом отделении. 
Для обзора на крыше боевого отделения устанавливалась командирская башенка с четырьмя смотровыми приборами, которая была заимствована у самоходки Škoda Š-I-d. Скорость составляла 31 км/ч при движении по шоссе. Запас хода по твердому грунту составлял 6 часов. 

## Испытания
Прототип успешно прошел ходовые испытания, после чего от Югославии поступил заказ на 108 самоходных орудий, но после оккупации Чехословакии весь заказ был аннулирован. Специалисты из панцерваффе сами провели всесторонние испытания самоходки и были довольны результатами, но до серийного производства дело не дошло. Единственный экземпляр Š-I-j был впоследствии передан в распоряжение частей SS, где он находился до 1943 года. Дальнейшие следы теряются.